# M/V Turandot
M/V Turandot är ett fartyg byggt för Walleniusrederierna. Det är 199,1 meter långt, 32,3 meter bred och har 11 meters djupgående. Det som skiljer Turandot jämte sina systerfartyg är att hon inte är förlängd till 227 meter utan hon kvar "originallängden" som är 199,1 meter. 
Turandot är systerfartyg med Boheme, Don Juan, Don Pasquale, Don Qarlos, Don Quijote, Elektra, Manon, Mignon, Titus och Undine.